# Medialogica
Medialogica is het zich laten richten van deelnemers aan het debat in het publieke domein naar nieuwswaardigheidseisen (gedeelde opvattingen, vanzelfsprekendheden en mogelijkheden) die door journalisten en programmamakers worden gehanteerd bij de interpretatie en presentatie van de actualiteit. Het mechanisme speelt in het bijzonder zodra (vermeende) conventies van de pers sturend of zelfs leidend worden voor het verloop van openbare gedachtewisselingen.

## Inleiding
Zonder de massamedia bestaat er geen openbaar debat, journalisten doen daar niet alleen zakelijk verslag van, ze beïnvloeden ook de uitkomst. Vorm, inhoud, toonzetting en koers van de publieke meningsvorming worden mede bepaald door de interpretatiekaders die journalisten en programmamakers in hun professie toepassen. Vanwege die invloed is hun denkwereld interessant voor spindoctors en voor mensen die aan die openbare gedachtewisselingen oftewel het publieke debat deelnemen. Als opinieleiders bij het voeren van hun discours sterk inspelen op de wetten en regels die gelden in de mediawereld, als zij dus de journalistieke rationaliteit overnemen is er sprake van medialogica. Medialogica wordt ervaren als negatief zodra die opvattingen gaan functioneren als een beperkend keurslijf. De positieve, verruimende kant ervan is dat medialogica ertoe kan leiden dat het grote publiek beter betrokken raakt bij de publieke zaak.

## Praktijkvoorbeelden
Als er camerabeeld beschikbaar is van een demonstratie groeit de kans dat de tv er aandacht aan besteedt. Zeker als er bloed vloeit. Maar wat als een protest op voorhand wordt afgelast omdát het journaal geen cameraploeg zal sturen? Dan speelt medialogica een rol. Ook bij het omgekeerde is daar sprake van: als er onverwacht wél pers verschijnt op een bijeenkomst heeft dit vaak invloed. Politici gaan dan bijvoorbeeld cameragedrag vertonen. Een onschuldig voorbeeld: een gedecoreerde krijgt van de burgemeester voor het plaatje een onderscheiding opnieuw opgespeld, omdat de persfotograaf net te laat arriveerde. Als de kranten daarna twee verschillende fotoachtergronden tonen, bekommert dat weinigen. Minder onschuldig wordt het gevonden als inhoudelijk politieke tegenstellingen stelselmatig worden versimpeld als vetes tussen personen. Ook als emoties en vermaak onevenredig veel aandacht opeisen wordt dit toegeschreven aan de oprukkende medialogica. Een bekende artiest die sponsors werft voor een goed doel genereert meer media-aandacht dan een weeskind in armoede: hier wordt gebruikgemaakt van de elementen persoon, vermaak en emotie. De aanvankelijke nieuwswaarde van een kwestie kan ook verslappen, bijvoorbeeld als de demonstratieve bezetting van een universiteitsgebouw volgens de logica van de media te weinig vervolgnieuws genereert.

## Medialogica geldt voor nieuwsaanbieders
Professionele nieuwsaanbieders spelen graag in op de wensen van de pers. Ze kleden een gebeurtenis of thema vaak speciaal aan, ze letten op de timing en hebben zich voorbereid met hapklare oneliners, soundbites of gratis beeldmateriaal. Soms wordt een gebeurtenis louter georkestreerd voor het media-effect, zoals een aparte persvertoning van een nieuwe bioscoopfilm. Bij de officiële installatie van het Nederlandse kabinet Rutte-Asscher werd de eedaflegging in het koninklijk paleis opnieuw gedaan omdat niet alle tv-zenders al in de lucht waren. Nog enkele voorbeelden van vanzelfsprekendheden waar nieuwsaanbieders op anticiperen: de kans op een boekrecensie is groter als de uitgever een gratis exemplaar beschikbaar stelt. Veel organisatiebestuurders volgen cursussen in het omgaan met de media, niet alleen om beter voor het voetlicht te komen, maar ook om zich in te leven in de denkwereld en de technieken van interviewers.
Naast professionele nieuwsaanbieders spelen ook burgers in op de specifieke rationaliteiten, beperkingen en beroepsmatige reflexen van journalisten. Zoals met de hongerstaking als ultieme middel. Echter vooral van politici wordt gezegd dat zij de pers graag behagen in ruil voor aandacht in een artikel, een camerashot of een quote.

## Medialogica bindt ook journalisten
Ook komt het voor dat bijvoorbeeld een dagblad zelf een maatschappelijk debat organiseert. Maar ook in hun verslaggevende rol zijn de media in feite actoren in het publieke debat en kunnen ze zich amper onttrekken aan de werking van de medialogica. Commerciële en tegenwoordig ook publieke media voeren strijd om oplage- en kijkcijfers. Zo staan de eisen van snelheid en die van journalistieke zorgvuldigheid constant op gespannen voet met elkaar. Bekend is ook dat een rectificatie zelden een indruk volledig uitwist maar ook herhaalde aandacht genereert. Toch wordt een rechtzetting door rechters vaak beschouwd als genoegdoening. Rectificaties wordt ook rancuneus gebruikt - met name door journalisten die politieke incorrectheid als genre beoefenen - om iemands reputatie extra te beschadigen. De getroffene durft dan niet te reageren op zo'n shocklog. De ontstane dynamiek kan voor reguliere media vervolgens de rechtvaardiging vormen om er ook aandacht aan te besteden. Zo ontstaat er een hype.
Het journalistieke adagium dat al het nieuws onverwijld geopenbaard moet worden, wordt opgeschort als een medium een primeur nog niet heeft kunnen publiceren. Het omgekeerde gebeurt ook: men geeft het nieuws al vrij in de hoop op cliffhangers bij de concurrentie om de kijkcijfers van de latere uitzending op te stuwen. Een studiogast moet aan een talkshow exclusiviteit beloven waardoor hij in een concurrerend programma niet mag verschijnen. Ook dat is medialogica: verhinderen dat concurrerende visies terstond worden geopenbaard.

## Discussie
De Raad voor Maatschappelijke Ontwikkeling uit Nederland wakkerde door zijn rapport Medialogica zelf een publieke discussie aan over het idee dat de nieuwsmedia het openbare debat niet alleen registreren maar ook beslissend beïnvloeden. Medialogica wordt sindsdien vooral gebruikt in de context van een sluipend probleem. Zodra medialogica de werkelijkheid niet volgt, maar mede vormt, is er een trend die zorgen baart.

Het verslag van een debat over Medialogica en de macht van de talkshow over de invloed van Pauw & Witteman: hoe komt een politicus hier aan de tafel? Welke onderhandelingen gaan eraan vooraf? Wie benadert wie? En bepaalt de talkshowtafel de politieke agenda, of andersom?

## Verwante begrippen
Medialogica beschrijft een proces in de samenleving met betrekking tot een andere waarneming. Gerelateerde termen zijn:
- Populisme als aanduiding voor een politieke stijl.
- Vertrossing wijst naar het gevolg van de kijkcijferstrijd die eind jaren 60 de vercommercialisering en ontzuiling van het Nederlandse omroepbestel inluidde.
- Manipulatie, een beïnvloedingspoging zonder de eigenlijke argumenten te gebruiken.
- Agendasetting, de maatschappelijke functie van onder meer de media die zorgt voor aandacht.
- De almacht van de mediatheorie die de invloed van de media beschrijft.
- De zwijgspiraal, een theorie die onder meer veronderstelt dat de massamedia een synchroon beeld verspreiden van de werkelijkheid.
- Spindoctor, iemand die beroepshalve de publieke opinie bespeelt.
- Lobbyen, invloed verwerven voor een belang.
- Mediacratie, de uitdrukking van het idee dat een grotere toegang tot de media tot meer bestuurlijke invloed leidt.

Medialogica is ook de titel van een tv-programma dat ooit aan radioprogramma Argos was verbonden, de televisietak van de gezamenlijke multimediale onderzoeksjournalistieke redactie van de Nederlandse omroepen Human en VPRO. Inmiddels produceert Human het televisieprogramma zelfstandig.